# Macrotrigonophorus delesserti
Macrotrigonophorus delesserti är en skalbaggsart som beskrevs av Guérin-Méneville 1839. Macrotrigonophorus delesserti ingår i släktet Macrotrigonophorus och familjen Cetoniidae. Inga underarter finns listade i Catalogue of Life.